# Зајечар
Зајечар је градско насеље и седиште истоимене територијалне јединице у Србији. Административни је центар Зајечарског управног округа у јужној и источној Србији. Према попису из 2022. било је 32.448 становника, што га чини највећим насељем у Тимочкој Крајини по броју становника.
Седиште је више основних и средњих школа. Гимназија Зајечар, једна је од најстаријих школа те врсте у Србији, основана 1836. године, и у време тадашње Србије, после Крагујевачке, била је најстарија. Зајечар је познат по музичком рок фестивалу Зајечарска гитаријада, који траје више од 50 година, као и по фестивалу Залет посвећеном савременој уметности.

## Етимологија
Легенде о настанку имена Зајечара и данас су део усмене традиције у источној Србији. Присутне су у свакодневном животу народа овог краја и представља вид обичајне и друштвене праксе као и комуникације.
Први пут град Зајечар се помиње у попису становништва 1446. као село видинског санџака које броји осам породица. По једној легенди, некада на територији Зајечара је било пуно зечева у околини па су Зајечару дали назив по њима. Што се тиче порекла имена града претпоставља се да је настало од речи „зајец” („зец“ у тимочком дијалекту), а како је припадао видинском санџаку на бугарском назив „зајчар“ означавао је чувар зечева. Укрстивши та два имена добио је назив Зајечар.
Друго предање говори да је место понело име према Саид Ашар паши, турском команданту из видинског санџака коме је Зајечар припадао у време османске власти. Наводно, Саид Ашар паша је на ушћу Црног и Белог Тимока саградио себи имање и подигао насеље, населивши га становништвом из Бугарске и Власима. У време Првог српског устанка своју војску поставио у долини Тимока у годинама кризним по српску деспотовину. Верује се да је временом од имена Саид Ашар настао назив Зајечар.
Град је првобитно лежао на десној обали Црног Тимока простирући се до брда на коме се данас налази парк шума Краљевица. Касније се живот пренео и на леву обалу реке ширећи се ка западу и досељавањем све више српских породица постаје српски град. Значај предања о настанку имена Зајечара састоји се у потреби да заједница објасни настанак свог насеља и имена и тиме допринесу уобличавању сопственог идентитета. Древне приче и легенде вековима се у источној Србији преносе са колена на колено, и својеврстан су „заштитни су знак“ овог дела Србије.  Веома стара усмена предања сачувана у овим крајевима Србије представљају вредан део нематеријалног културног наслеђа.

## Историја
Најстарији познати становници ових крајева били су Трибали, после њих на овом подручју се спомињу Мези, у долини Тимока помињу се још и Тимахи, али се о њима сем њиховог имена ништа не зна. Насељени Словени у ове крајеве назвали су се Тимочани, а прве директне вести о Тимочанима односе се на 818. године, када се они већ сматрају формираном словенском групом, те исте године они су се одметнули од Бугара.
Зајечар се први пут спомиње 1466. године у турском тефтеру везаном за становништво видинскога пашалука, а од XVI—XVIII века има мало података о насељу. 1806. године створени су повољни услови за дизање устанка у овим крајевима Карађорђе је одобрио хајдук Вељку Петровићу, кнезу Милисаву и попу Радосаву да са Тимочанима и Црноречанима дижу устанак и после низа успешних бојева највећи део Крајине и Зајечара је ослобођен. Криза и пропаст Првог српског устанка имали су тешке последице и у овим крајевима. 1833. године овај крај је коначно ослобођен и припојен Србији. Назив је највероватније турскога порекла. По неким претпоставкама потиче од извесног Саид-Асир паше који је своју војску поставио у долини Тимока у годинама кризним по српску деспотовину.
У близини града се налазе остаци римске царске палате из IV века пре нове ере, Felix Romuliana (Гамзиград), која је призната као светска културна баштина под заштитом УНЕСКО-а.

## Географија
Град се данас налази у зајечарској котлини где се код места званог Саставак Црни Тимок и Бели Тимок сливају у реку Велики Тимок. Сама котлина се налази између два планинска лука карпатског и балканског. Град је изграђен на раскрсници магистралних путева:
- Параћин — Зајечар — Кула према Бугарској граници и Видину,
- Параћин — Зајечар — Неготин — Кладово ка румунској граници
- Параћин — Зајечар — Књажевац — Ниш
- Неготин — Зајечар — Књажевац — Ниш.

## Клима
Зајечар има умерено континенталну климу. Просечна годишња температура је око 11 °C. Лети температуре често прелазе 30 °C, док зими могу пасти испод 0 °C, са просечним јануарским температурама око -1 °C. Годишња количина падавина износи око 600-700 мм, са највише падавина у мају и јуну. Снег је чест током зиме и може се задржати дуже време, посебно у вишим пределима.1.јануар 2023. у Србији је забележен климатски екстрем са највишом дневном температуром од 20,2 °C у Зајечару. Овај јануар је заузео друго најтоплије место по питању месечних средњака у Србији.Клима у Зајечару омогућава разноврсну пољопривредну производњу, укључујући узгој житарица, поврћа и воћа, као и виноградарство, које је значајно у овом региону.

## Градске четврти и приградска насеља
- Котлујевац је једна од градских општина Зајечара и има око 20.000 становника. Чине је неколико урбаних градских четврти, као што су: Кључ 1, 2, 3 и 4, затим Живинарник, Бели Брег, Звезданска кривина.
- Градске четврти: Центар (Стари град), Курсулина и Пана Ђукића скр. КПЂ (обухвата Аутобуску станицу, Зелену пијацу и Трг Николе Пашића), Краљевица (насеље обухвата и Обилићев венац; стари називи: Пешадијска касарна, и за време СФРЈ, АВНОЈ), Влашка мала (заједно са Шипкама, Острвом, Пољанчетом и делом Старог гробља), Влачић, Насеље Сунце, Попова плажа (обухвата и полицијске зграде на Новом насељу, на Поповој плажи; насеље „Попова плажа” је делом и у ГО Котлујевац и повезано је са пешачким мостом званом „Плави мост” и „Дрвеним мостом” који је такође, само за пешаке), Селиште (Део Котлујевца, најстарије насеље у граду), Вишњар (обухвата и Ново гробље), Тимок (обухвата и Болницу), Влашко брдо, Гојкова јаруга, Вањин јаз, Изворски пут, Косанчићев венац (Брестак), Карађорђев венац (Два брата), Муљак, Градеж, Подлив, Пишура (и део Старог гробља), Гњилак, Пазариште, Церак, Пиково имање, Оскоруша, Лубничко брдо, Индустријска зона, Касарна (Стара артиљеријска касарна „Никола Пашић”), Шљиварско брдо и Западна Краљевица.
- Приградска насеља: Грљан, Велики Извор, Звездан.

## Месне заједнице
На територији насеља налази се 5 месних заједница:
- Карађорђев венац
- Краљевица
- Тимок
- Никола Пашић
- Котлујевац

## Туризам

### Фестивали и манифестације
- Залет је фестивал савремене уметности који се сваке године, почевши од 2005. године. одржава током лета. Залет је настао из потребе да се иницирају, организују и одржавају културна догађања, афирмишу ствараоци и да се посредује у преношењу разнородних уметничких израза и тенденција.
- Гитаријада је летњи музички фестивал, оријентисан првенствено на рок музику, који се одржава једном годишње. Програм фестивала се састоји из такмичења демо бендова и ревијалних наступа познатијих група. Организатори Гитаријаде тврде да је она највећи фестивал младих и неафирмисаних бендова у југоисточној Европи.
- Глумачки фестивал Дани Зорана Радмиловића организује се сваке јесени од 1993. године у организацији Фондације Зорана Радмиловића и позоришта „Зоран Радмиловић” из Зајечара.
- Хајдук Вељкови дани одржавају се у другој половини јула, у Леновцу (15 km од Зајечара, родно место Хајдук Вељка Петровића), и трају два дана. Ово је својеврсна културно-спортска и туристичка манифестација, која има за циљ да одржи сећање на легендарног српског јунака - Хајдук Вељка Петровића

## Партнерски градови
- Видин
- Калафат

## Религија
Зајечар је седиште Епархије Тимочке Српске православне цркве, која се простире на целокупној територији Зајечарског и Борског округа, на челу Епархије је Његово Преосвештенство Епископ Тимочки Г. Г. Иларион. Град има саборни храм посвећен Рождеству Пресвете Богородице, ценећи значај и улогу Цркве у овим крајевима кнез Милош Обреновић је одлучио да се оснује нова тимочка епископија и да се у Зајечару подигне нова црква, градња је почела у пролеће 1834. године а завршена октобра месеца исте године. Данас је у изградњи нови храм у насељу Котлујевац. У атару насеља Селачка постоји Манастир Суводол, као и Манастир Светог Петра и Павла у Грлишту.

## Демографија
Према подацима са пописа из 2022. у насељу Зајечар живело је 32.448 становника што је за 5.717 мање (-14,98%) у односу на 2011. када је на попису било 38.165 становника. У насељу живи 27.487 пунолетних становника, а просечна старост становништва износи 46,27 година (44,65 код мушкараца и 47,75 код жена).
Према попису из 2002. у насељу има 13.733 домаћинстава, а просечан број чланова по домаћинству је 2,78. Ово насеље је великим делом насељено Србима (према попису из 2002. године).
|             | \| Демографија[9] \| Демографија[9] \| Демографија[9] \| \| Година \| Становника \| Становника \| \| -------------- \| -------------- \| -------------- \| \| 1948. \| 11.861 \| \| \| 1953. \| 14.489 \| \| \| 1961. \| 18.690 \| \| \| 1971. \| 27.599 \| \| \| 1981. \| 36.958 \| \| \| 1991. \| 39.219 \| 39.625 \| \| 2002. \| 39.491 \| 40.700 \| \| 2011. \| 38.165 \| \| \| 2022. \| 32.448 \| \| |            |
| Демографија | |            |
| Година      | Становника | Становника |
| 1948.       | 11.861 |            |
| 1953.       | 14.489 |            |
| 1961.       | 18.690 |            |
| 1971.       | 27.599 |            |
| 1981.       | 36.958 |            |
| 1991.       | 39.219 | 39.625     |
| 2002.       | 39.491 | 40.700     |
| 2011.       | 38.165 |            |
| 2022.       | 32.448 |            |

| Етнички састав према попису из 2002.‍ | Етнички састав према попису из 2002.‍ | Етнички састав према попису из 2002.‍ | Етнички састав према попису из 2002.‍ | Етнички састав према попису из 2002.‍ |
| ------------------------------------ | ------------------------------------ | ------------------------------------ | ------------------------------------ | ------------------------------------ |
|                                      |                                      |                                      |                                      |                                      |
| Срби                                 | Срби                                 |                                      | 37.500                               | 94,95%                               |
| Роми                                 | Роми                                 |                                      | 233                                  | 0,59%                                |
| Југословени                          | Југословени                          |                                      | 219                                  | 0,55%                                |
| Власи                                | Власи                                |                                      | 159                                  | 0,40%                                |
| Црногорци                            | Црногорци                            |                                      | 131                                  | 0,33%                                |
| Македонци                            | Македонци                            |                                      | 111                                  | 0,28%                                |
| Бугари                               | Бугари                               |                                      | 84                                   | 0,21%                                |
| Хрвати                               | Хрвати                               |                                      | 80                                   | 0,20%                                |
| Албанци                              | Албанци                              |                                      | 34                                   | 0,08%                                |
| Румуни                               | Румуни                               |                                      | 19                                   | 0,04%                                |
| Словенци                             | Словенци                             |                                      | 18                                   | 0,04%                                |
| Мађари                               | Мађари                               |                                      | 17                                   | 0,04%                                |
| Муслимани                            | Муслимани                            |                                      | 16                                   | 0,04%                                |
| Горанци                              | Горанци                              |                                      | 10                                   | 0,02%                                |
| Бошњаци                              | Бошњаци                              |                                      | 8                                    | 0,02%                                |
| Словаци                              | Словаци                              |                                      | 5                                    | 0,01%                                |
| Немци                                | Немци                                |                                      | 4                                    | 0,01%                                |
| Чеси                                 | Чеси                                 |                                      | 3                                    | 0,00%                                |
| Украјинци                            | Украјинци                            |                                      | 3                                    | 0,00%                                |
| Руси                                 | Руси                                 |                                      | 2                                    | 0,00%                                |
| непознато                            | непознато                            |                                      | 267                                  | 0,67%                                |

| Етнички састав према попису из 2022.‍ | Етнички састав према попису из 2022.‍ | Етнички састав према попису из 2022.‍ | Етнички састав према попису из 2022.‍ | Етнички састав према попису из 2022.‍ |
| ------------------------------------ | ------------------------------------ | ------------------------------------ | ------------------------------------ | ------------------------------------ |
|                                      |                                      |                                      |                                      |                                      |
| Срби                                 | Срби                                 |                                      | 29.040                               | 89,50%                               |
| Роми                                 | Роми                                 |                                      | 429                                  | 1,32%                                |
| Власи                                | Власи                                |                                      | 312                                  | 0,96%                                |
| Југословени                          | Југословени                          |                                      | 118                                  | 0,36%                                |
| Бугари                               | Бугари                               |                                      | 94                                   | 0,29%                                |
| Македонци                            | Македонци                            |                                      | 66                                   | 0,20%                                |
| Румуни                               | Румуни                               |                                      | 42                                   | 0,13%                                |
| Хрвати                               | Хрвати                               |                                      | 40                                   | 0,12%                                |
| Црногорци                            | Црногорци                            |                                      | 38                                   | 0,12%                                |
| Горанци                              | Горанци                              |                                      | 28                                   | 0,09%                                |
| Албанци                              | Албанци                              |                                      | 20                                   | 0,06%                                |
| Остали                               | Остали                               |                                      | 171                                  | 0,53%                                |
| Регионално                           | Регионално                           |                                      | 12                                   | 0,04%                                |
| Непознато                            | Непознато                            |                                      | 1.354                                | 4,17%                                |
| Неизјашњени                          | Неизјашњени                          |                                      | 684                                  | 2,11%                                |

| Година пописа     | 1948. | 1953. | 1961. | 1971. | 1981.  | 1991.  | 2002.  |
| ----------------- | ----- | ----- | ----- | ----- | ------ | ------ | ------ |
| Број домаћинстава | 4.261 | 4.913 | 6.118 | 9.119 | 11.955 | 12.666 | 13.733 |

| Број чланова      | 1     | 2     | 3     | 4     | 5   | 6   | 7   | 8  | 9 | 10 и више | Просек |
| ----------------- | ----- | ----- | ----- | ----- | --- | --- | --- | -- | - | --------- | ------ |
| Број домаћинстава | 2.512 | 3.569 | 3.157 | 2.938 | 921 | 498 | 100 | 27 | 7 | 4         | 2,88   |

| Пол    | Укупно | Неожењен/Неудата | Ожењен/Удата | Удовац/Удовица | Разведен/Разведена | Непознато |
| ------ | ------ | ---------------- | ------------ | -------------- | ------------------ | --------- |
| Мушки  | 16.250 | 4.437            | 10.416       | 669            | 685                | 43        |
| Женски | 17.559 | 3.452            | 10.485       | 2.388          | 1.193              | 41        |
| УКУПНО | 33.809 | 7.889            | 20.901       | 3.057          | 1.878              | 84        |

| Пол    | Укупно                    | Пољопривреда, лов и шумарство | Рибарство                            | Вађење руде и камена | Прерађивачка индустрија       |
| ------ | ------------------------- | ----------------------------- | ------------------------------------ | -------------------- | ----------------------------- |
| Мушки  | 7.919                     | 231                           | 1                                    | 249                  | 2.176                         |
| Женски | 6.360                     | 129                           | 1                                    | 61                   | 1.526                         |
| УКУПНО | 14.279                    | 360                           | 2                                    | 310                  | 3.702                         |
| Пол    | Производња и снабдевање   | Грађевинарство                | Трговина                             | Хотели и ресторани   | Саобраћај, складиштење и везе |
| Мушки  | 232                       | 595                           | 842                                  | 186                  | 867                           |
| Женски | 96                        | 159                           | 1.049                                | 224                  | 206                           |
| УКУПНО | 328                       | 754                           | 1.891                                | 410                  | 1.073                         |
| Пол    | Финансијско посредовање   | Некретнине                    | Државна управа и одбрана             | Образовање           | Здравствени и социјални рад   |
| Мушки  | 111                       | 156                           | 654                                  | 186                  | 444                           |
| Женски | 197                       | 155                           | 374                                  | 514                  | 1.117                         |
| УКУПНО | 308                       | 311                           | 1.028                                | 700                  | 1.561                         |
| Пол    | Остале услужне активности | Приватна домаћинства          | Екстериторијалне организације и тела | Непознато            | Непознато                     |
| Мушки  | 289                       | 0                             | 0                                    | 700                  | 700                           |
| Женски | 202                       | 0                             | 1                                    | 349                  | 349                           |
| УКУПНО | 491                       | 0                             | 1                                    | 1.049                | 1.049                         |

## Саобраћај
Зајечар је добро повезан саобраћајницама, а у њему се налази и чвориште железничког саобраћаја у Источној Србији. Градски и приградски превоз функционишу кроз више од 10 линија јавног превоза, организованог аутобусима.

## Знамените личности
- Галерије, цар из доба позног Римског царства, умро и сахрањен у близини Зајечара (Гамзиград).
- Вељко Петровић, познатији као хајдук Вељко, устанички вођа, један од најславнијих војвода из Првог српског устанка.
- Адам Богосављевић, борац за социјалну правду, демократију и сељачка права један од оснивача народњачког радикализма у Србији.
- Љубомир Нешић, учесник Народноослободилачка борба народа Југославије и народни херој Југославије.
- Вера Радосављевић Нада, учесница Народноослободилачка борба народа Југославије и народни херој Југославије.
- Светозар Марковић, радикални социјалиста истакнути агент — кореспондент прве Интернационале за Србију, оснивач радикалног социјалистичког покрета у Србији.
- Никола Пашић, најзначајнији српски нововековни политичар, државник, председник владе, оснивач и вођа Народне радикалне странке Србије.
- Ђорђе Генчић, индустријалац, министар унутрашњих дела у време Александра Обреновића.
- Генерал Никола Цоловић, прослављени командант Коњичке дивизије у Првом светском рату.
- Маринко Станојевић, научни радник, бавио се етнолошким и антропогеографским испитивањима Тимочке Крајине.
- Зоран Радмиловић, бард српске глумачке сцене.
- Иларион (световно Бојан Голубовић), епископ Епархије тимочке
- Лена Стаменковић, српска певачица.
- Мирко Цветковић, економиста, бивши Председник Владе Републике Србије.
- Петар Пауновић, лекар, новинар, винар.
- Драган Станковић српски одбојкаш.
- Марија Вељковић Миловановић, српска глумица и ТВ водитељка.
- Жељко Васић, српски поп певач.
- Петар Петковић, политичар.

## Галерија
- Градска кућа
- Археолошко налазиште Гамзиград
- Саборна црква у Зајечару
- Католичка црква у Зајечару
- Споменик учесницима Тимочке буне
- Трг ослобођења
- Зајечарки парк
- Чесма на Тргу ослобођења
- Железничка станица у Зајечару
- Радул-бегов конак
- Железничка станица Зајечар
- Црква Вазнесења Господњег
- Фонтана Мајка и дете
- Поплаве у Зајечару 2010
- Поплаве у Зајечару 2010
- Поплаве у Зајечару 2010